# Кожошев, Арзыбек Орозбекович
Арзыбек Орозбекович Кожошев (род. 25 июня 1968) — киргизский государственный деятель. Министр экономики Кыргызской Республики (2015—2017), первый заместитель Председателя Кабинета министров Кыргызской Республики (2021—2022). С 20 июля 2022 года Решением Высшего Евразийского экономического совета назначен членом Коллегии (министром) по энергетике и инфраструктуре Евразийской экономической комиссии.
Доктор экономических наук, профессор, Заслуженный экономист КР. Почетный профессор Кыргызского экономического университета. Почётный профессор КГАФКиС. Почётный профессор АГУПКР. Почетный профессор КНУ, Почетный профессор БГУ.

## Биография
Родился в городе Ош. Профессионально занимался греко-римской борьбой, Мастер спорта СССР по греко-римской (классической) борьбе, Заслуженный тренер Кыргызской Республики.
В 1986 г. — студент Саратовского индустриально-педагогического техникума им. Юрия Гагарина (г. Саратов), потом был призван на срочную воинскую службу.
В 1994 году окончил с отличием Ошский государственный университет, также с отличием в 2000 году окончил Кыргызский государственный университет. В 1994—1997 годах учился в аспирантуре Института экономических исследований НАН Кыргызской Республики.
В 2011 году защитил кандидатскую диссертацию, а в 2017 году — докторскую диссертацию по специальности «Экономика и управление народным хозяйством».
Почётный профессор Кыргызского экономического университета, Кыргызской государственной академии физической культуры и спорта, Академии государственного управления при Президенте Кыргызской Республики, Кыргызского государственного национального университета и Бишкекского Государственного университета. 2009—2016 годы являлся Президентом Федерации греко-римской борьбы Кыргызской Республики.
Имеет более 150 научных публикаций в национальных и зарубежных изданиях, а также 5 монографий и 2 учебника для вузов. Учебники: - «Совершенствование системы управления местным бюджетов», «Основы местного самоуправления в КР», рекомендован Министерством образования и науки КР для студентов высших учебных заведений. Занимается преподавательской деятельностью с 1997 года.
Член Международного комитета Вольного экономического общества России (2024).
Присвоен классный чин — Государственный советник государственной службы 2 класса.

### Профессиональная карьера
Профессиональный путь начал с Министерства финансов Кыргызской Республики, где с 1996 года проработал на различных должностях, с 2007 по 2015 годы работал заместителем министра финансов Кыргызской Республики.
В 2015 году был избран депутатом Жогорку Кенеша Кыргызской Республики (VI созыв);
2015—2017 годы — Министр экономики Кыргызской Республики, Заместитель председателя Совета Российско-Кыргызского Фонда Развития.
2017—2019 годы — Советник директора Национального института стратегических исследований Кыргызской Республики, Профессор КЭУ им. М. Рыскулбекова.
2019—2021 годы — Председатель Государственной службы регулирования и надзора за финансовым рынком Кыргызской Республики.
2021—2022 годы — Первый заместитель Председателя Кабинета министров Кыргызской Республики.
С июля 2022 года назначен членом Коллегии (Министром) по энергетике и инфраструктуре Евразийской экономической комиссии.
С февраля 2024 года переназначен членом Коллегии (Министром) по энергетике и инфраструктуре Евразийской экономической комиссии.

## Награды
- Медаль Министерства энергетики Российской Федерации (2024)
- Орден Достык II степени Республики Казахстан (2022)
- Почётная грамота Евразийской экономической комиссии (2022)
- Нагрудной знак Евразийской экономической комиссии (2019)
- Отличник народного образования Кыргызской Республики(2019)
- Именные часы Премьер-министра Кыргызской Республики (2013[4], 2017)
- Отличник экономики Кыргызской Республики(2017)
- Золотым Орденом Национального олимпийского комитета КР (2017)
- Почетная грамота Жогорку Кенеша Кыргызской Республики (2015)
- Отличник государственной службы Кыргызской Республики(2013)
- За вклад в развитие борьбы КР награждён золотым Орденом Международной федерации борьбы (FILA 2012 и 2021)
- Отличник физической культуры и спорта Кыргызской Республики(2011)
- Заслуженный тренер КР (2011)
- Почётная грамота Кыргызской Республики (2009)
- Отличник финансово-экономической службы Кыргызской Республики(2002)
- Почётная грамота Министерства финансов Кыргызской Республики (1999)
- Медаль «За вклад в развитие Евразийского экономического союза» (29 мая 2019 года, Высший Евразийский экономический совет)[5]
- Медаль «10 лет Евразийскому экономическому союзу» (26 декабря 2024 года, Высший Евразийский экономический совет)[6]